# Заливът на делфините
Заливът на делфините е американски драматичен сериал, в съвместна копродукция с Австралия, създаден от Питър Бенчли, заснет в Куинсланд, Австралия. Осемте епизода, са излъчени по телевизия CBS, през 1989 година.

## Резюме
Историята в сериалът, разказва за семейство Ларсън. Майкъл Ларсън, самотен баща, който се мести от Щатите, заедно със сина си Дейвид, и дъщеря си Кейти (Карон Грейвс), в Австралия, където възнамерява да продължи животът и изследователската си дейност, свързана с делфините. Ларсън се опитва да започне нов живот, след като съпругата му загива в автомобилна катастрофа, но с буйния си характер, синът му Дейвид, не желае да опознае австралийският начин на живот, и не харесва новото си училище. Кейти не е отронила нито дума, от момента, в който е станала свидетел на смъртта на майка си, и изпитва ненавист към новия си терапевт, но възгледите ѝ се променят, когато осъзнава, че е открила начин, да комуникира с делфините, обект на изследователската дейност на баща ѝ. В помощ на семейството, и делата на Майкъл, неотлъчно до тях е Дъдж, местен жител с аборигенско потекло.

## Актьорски състав
- Франк Канвърс – Майкъл Ларсън
- Трей Еймс – Дейвид Ларсън
- Карон Грейвс – Кейти Ларсън
- Ърни Динго – Дъдж
- Вирджиния Хей – Алисън Мичел
- Антъни Ричърдс – Кевин Мичел
- Ник Тейт – Барон Трент
- Керън Остин – Лиза Рубик

## Епизоди
1. Пилотен (21 януари 1989)
2. Два изстрела и плясък (28 януари 1989)
3. Четене, писане, и телепатия (4 февруари 1989)
4. Посвещението на Лиза Рубик (11 февруари 1989)
5. Корабът, потънал два пъти (18 февруари 1989)
6. Да отвърнеш на удара (25 февруари 1989)
7. Бурята (4 март 1989)
8. Старейшините (11 март 1989)